# Mistrzostwa Świata w Lekkoatletyce 1983 – bieg na 10 000 m mężczyzn

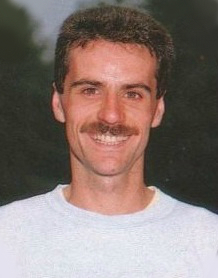
Mistrz świata Alberto Cova

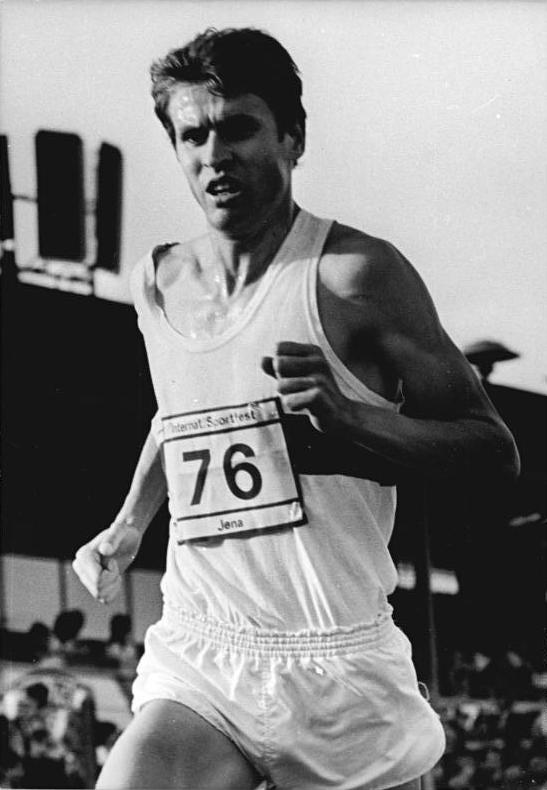
Wicemistrz świata Werner Schildhauer

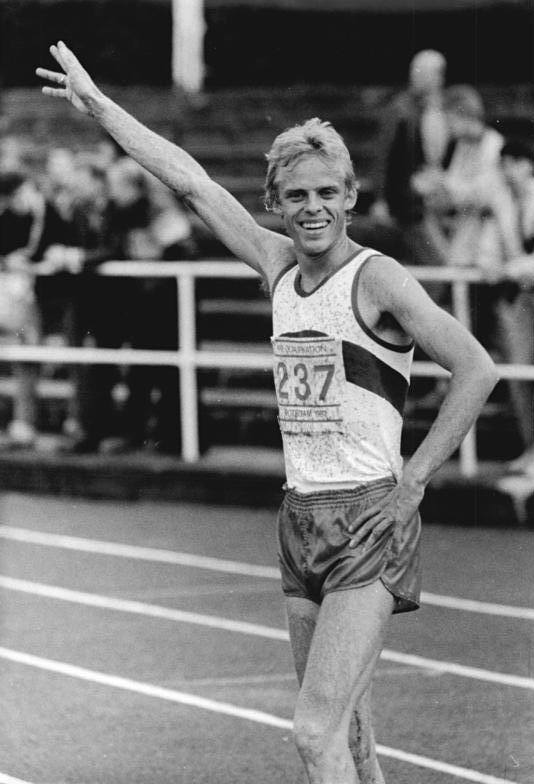
Brązpwy medalista Hansjörg Kunze

Bieg na 10 000 metrów mężczyzn – jedna z konkurencji biegowych rozgrywanych podczas lekkoatletycznych mistrzostw świata na Stadionie Olimpijskim w Helsinkach.

## Terminarz
| Data       |            |
| ---------- | ---------- |
| 7 sierpnia | Eliminacje |
| 9 sierpnia | Finał      |

## Rekordy
|               | Zawodnik   | Wynik   | Miejsce | Data                 |
| ------------- | ---------- | ------- | ------- | -------------------- |
| Rekord świata | Henry Rono | 27:22,4 | Wiedeń  | 11 czerwca 1978(dts) |

## Wyniki

### Eliminacje
Rozegrano dwa biegi eliminacyjne. Z każdego biegu pięciu najlepszych zawodników automatycznie awansowało do finału (Q). Skład finalistów uzupełniło ośmiu najszybszych biegaczy spośród pozostałych (q).

### Bieg 1
| Poz. | Imię i nazwisko    | Reprezentacja     | Wynik    | Uwagi |
| ---- | ------------------ | ----------------- | -------- | ----- |
| 1    | Fernando Mamede    | Portugalia        | 27:45,54 | Q     |
| 2    | Alberto Cova       | Włochy            | 27:46,61 | Q     |
| 3    | Gidamis Shahanga   | Tanzania          | 27:46,93 | Q     |
| 4    | Werner Schildhauer | NRD               | 27:47,03 | Q     |
| 5    | Antonio Prieto     | Hiszpania         | 27:47,34 | Q     |
| 6    | Steve Jones        | Wielka Brytania   | 27:47,57 | q     |
| 7    | Bekele Debele      | Etiopia           | 27:49,30 | q     |
| 8    | Mark Nenow         | Stany Zjednoczone | 27:52,41 | q     |
| 9    | Henrik Jørgensen   | Dania             | 28:06,84 | q     |
| 10   | Rodolfo Gómez      | Meksyk            | 25:28,38 |       |
| 11   | John Treacy        | Irlandia          | 28:35,58 |       |
| 12   | Roy Andersen       | Norwegia          | 29:03,45 |       |
| 13   | Boualem Rahoui     | Algieria          | 29:10,95 |       |
| 14   | Domingo Tibaduiza  | Kolumbia          | 29:23,86 |       |
| 15   | Antoine Nivyobizi  | Burundi           | 30:45,10 |       |
| 16   | Ramón López        | Paragwaj          | 31:27,01 |       |
| –    | Markus Ryffel      | Szwajcaria        | DNF      |       |
| –    | Mehmet Yurdadön    | Turcja            | DNS      |       |

### Bieg 2
| Poz. | Imię i nazwisko  | Reprezentacja     | Wynik    | Uwagi |
| ---- | ---------------- | ----------------- | -------- | ----- |
| 1    | Hansjörg Kunze   | NRD               | 28:04,69 | Q     |
| 2    | Carlos Lopes     | Portugalia        | 28:05,62 | Q     |
| 3    | Nick Rose        | Wielka Brytania   | 28:06,05 | Q     |
| 4    | Christoph Herle  | RFN               | 28:06,71 | Q     |
| 5    | Mohamed Kedir    | Etiopia           | 28:07,15 | Q     |
| 6    | Martti Vainio    | Finlandia         | 28:07,47 | q     |
| 7    | José Gómez       | Meksyk            | 28:07,57 | q     |
| 8    | Bill McChesney   | Stany Zjednoczone | 28:08,13 | q     |
| 9    | Alberto Salazar  | Stany Zjednoczone | 28:10,10 | q     |
| 10   | Steve Binns      | Wielka Brytania   | 28:12,79 |       |
| 11   | Peter Butler     | Kanada            | 28:13,16 |       |
| 12   | Zakariah Barie   | Tanzania          | 28:22,06 |       |
| 13   | Ahmed Musa Jouda | Sudan             | 28:38,03 |       |
| 14   | Kunimitsu Itō    | Japonia           | 29:49,04 |       |
| 15   | Ronald Lanzoni   | Kostaryka         | 30:18,60 |       |
| 16   | Said Toumane     | Komory            | 34:24,62 |       |
| –    | Stanislav Rozman | Jugosławia        | DNF      |       |
| –    | Girma Berhanu    | Etiopia           | DNS      |       |
| –    | Dietmar Millonig | Austria           | DNS      |       |

### Finał
| Poz. | Imię i nazwisko    | Reprezentacja     | Wynik    |
| ---- | ------------------ | ----------------- | -------- |
| 1    | Alberto Cova       | Włochy            | 28:01,04 |
| 2    | Werner Schildhauer | NRD               | 28:01,18 |
| 3    | Hansjörg Kunze     | NRD               | 28:01,26 |
| 4    | Martti Vainio      | Finlandia         | 28:01,37 |
| 5    | Gidamis Shahanga   | Tanzania          | 28:01,93 |
| 6    | Carlos Lopes       | Portugalia        | 28:06,78 |
| 7    | Nick Rose          | Wielka Brytania   | 28:07,53 |
| 8    | Christoph Herle    | RFN               | 28:09,05 |
| 9    | Mohamed Kedir      | Etiopia           | 28:09,92 |
| 10   | Bekele Debele      | Etiopia           | 28:11,13 |
| 11   | Antonio Prieto     | Hiszpania         | 28:11,57 |
| 12   | Steve Jones        | Wielka Brytania   | 28:15,03 |
| 13   | Mark Nenow         | Stany Zjednoczone | 28:17,28 |
| 14   | Fernando Mamede    | Portugalia        | 28:18,39 |
| 15   | Bill McChesney     | Stany Zjednoczone | 28:34,46 |
| 16   | José Gómez         | Meksyk            | 28:42,61 |
| 17   | Alberto Salazar    | Stany Zjednoczone | 28:48,42 |
| –    | Henrik Jørgensen   | Dania             | DNS      |